# Итоигава (княжество)
Княжество Итоигава (яп. 糸魚川藩 Итоигава-хан) — феодальное княжество (хан) в Японии периода Эдо (1692—1871). Итоигава-хан располагался в провинции Этиго (современная префектура Ниигата) на севере острова Хонсю.

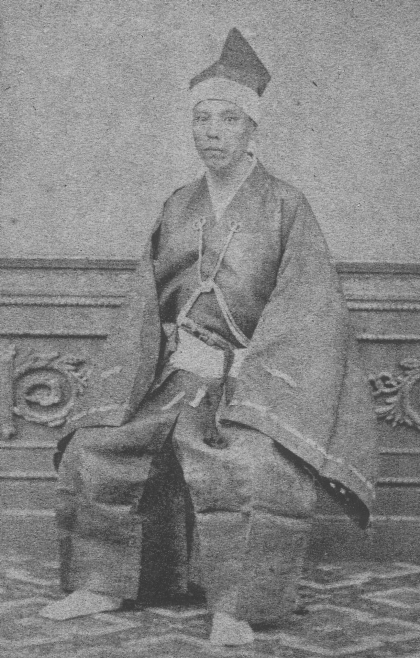
Мацудайра Мотиаки (1836—1890), 7-й даймё Итоигава-хана (1857—1858), 17-й даймё Фукуи-хана (1858—1871), граф (1884), маркиз (1888)

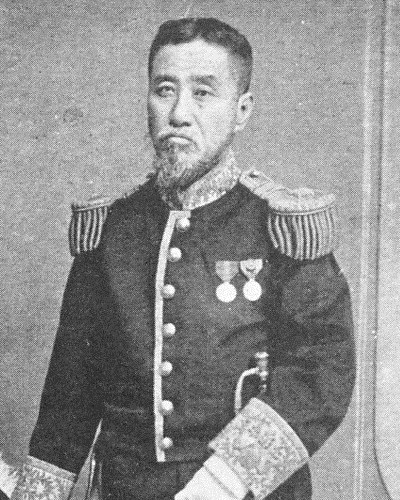
Мацудайра Наоясу (1848—1913), последний (8-й) даймё Итоигава-хана (1858—1871), виконт (1884)

Административный центр хана: Итоигава jin’ya в провинции Этиго (современный город Итоигава, префектура Ниигата). Княжество было также известно как Киёсаки-хан (清崎藩).

## История
После установления сёгуната Токугава Итоигава первоначально входила в состав Такада-хана под управлением клана Мацудайра.
В 1692 году Итоигава-хан был отделён от Такада-хана. Его первым даймё был назначен Арима Киёдзуми (1644—1703), ранее правивший в Нобэока-хане. В 1695 году Арима Киёдзуми был переведён в Маруока-хан в провинции Этидзэн.
В 1695—1699 годах Итоигава-хан находился под прямым управлением сёгуната Токугава. В 1699 году в Итоигава-хан был переведён Хонда Цукэёси (1663—1725), ранее правивший в Мураяма-хане в провинции Дэва (1693—1699). В 1717 году Хонда Цукэёси был переведён в Иияма-хан в провинции Синано.
С 1717 по 1871 год княжеством управлял род Мацудайра (ветвь Этидзэн). В 1717 году первым даймё был назначен Мацудайра Наоюки (1682—1718), третий глава линии Мацудайра-Фукуи (1704—1717). Его потомки управляли Итоигава-ханом до Реставрации Мэйдзи.
В июле 1871 года после административно-политической реформы Итоигава-хан был ликвидирован. На территории бывшего княжества первоначально была создана префектура Итоигава, которая позднее стала частью префектуры Ниигата. Мацудайра Наоясу, последний даймё Итоигава-хана (1858—1871), получил титул виконта (сисяку) в новой японской аристократической системе (кадзоку).

## Список даймё
| #                                | Имя и годы жизни                              | Правление | Титул                   | Ранг                    | Кокудара    | Примечания                                                                          |
| -------------------------------- | --------------------------------------------- | --------- | ----------------------- | ----------------------- | ----------- | ----------------------------------------------------------------------------------- |
| Род Арима (тодзама) 1692—1695    |                                               |           |                         |                         |             |                                                                                     |
| 1                                | Арима Киёдзуми (1644-1703) (яп. 有馬清純)     | 1692-1695 | Суо-но-ками (周防守)    | Пятый нижний (従五位下) | 50,000 коку | Старший сын Аримы Ясудзуми (1613—1692), 2-го даймё Нобэока-хана (1641—1679)         |
| Сёгунат Токугава 1695—1698       |                                               |           |                         |                         |             |                                                                                     |
| Род Хонда (фудай) 1699—1717      |                                               |           |                         |                         |             |                                                                                     |
| 1                                | Хонда Сукэёси (1663-1725) (яп. 本多助芳)      | 1699-1717 | Вакаса-но-ками (若狭守) | Пятый нижний (従五位下) | 10,000 коку | Приёмный сын Хонды Тосинаги (1635—1693), даймё Мураяма-хана (1682—1692)             |
| Род Мацудайра (симпан) 1717—1871 |                                               |           |                         |                         |             |                                                                                     |
| 1                                | Мацудайра Наоюки (1682-1718) (яп. 松平直之)   | 1717-1718 | Оми-но-ками (近江守)    | Пятый нижний (従五位下) | 10,000 коку | Приёмный сын Мацудайры Наотомо (1685—1704), главы ветви Мацудайра-Фукуи (1697—1704) |
| 2                                | Мацудайра Наоёси (1701-1739) (яп. 松平直好)   | 1718-1739 | Кавати-но-ками (河内守) | Пятый нижний (従五位下) | 10,000 коку | Приёмный сын предыдущего                                                            |
| 3                                | Мацудайра Катафуса (1734-1773) (яп. 松平堅房) | 1739-1773 | Хюга-но-ками (日向守)   | Пятый нижний (従五位下) | 10,000 коку | Четвёртый сын предыдущего                                                           |
| 4                                | Мацудайра Наоцугу (1759-1814) (яп. 松平直紹)  | 1773-1806 | Хюга-но-ками (日向守)   | Пятый нижний (従五位下) | 10,000 коку | Сын предыдущего                                                                     |
| 5                                | Мацудайра Наомасу (1789-1833) (яп. 松平直益)  | 1806-1826 | Хюга-но-ками (日向守)   | Пятый нижний (従五位下) | 10,000 коку | Старший сын предыдущего                                                             |
| 6                                | Мацудайра Наохару (1810-1878) (яп. 松平直春)  | 1826-1857 | Хюга-но-ками (日向守)   | Пятый нижний (従五位下) | 10,000 коку | Второй сын предыдущего                                                              |
| 7                                | Мацудайра Мотиаки (1836-1890) (яп. 松平茂昭)  | 1857-1858 | Хюга-но-ками (日向守)   | Пятый нижний (従五位下) | 10,000 коку | Четвёртый сын предыдущего                                                           |
| 8                                | Мацудайра Наоясу (1848-1913) (яп. 松平直静)   | 1858-1871 | Хюга-но-ками (日向守)   | Пятый нижний (従五位下) | 10,000 коку | Приёмный сын предыдущего                                                            |